# Lypezke
Lypezke (ukrainisch Липецьке; rumänisch Lipețchi; russisch Липецкое Lipezkoje) ist ein Dorf im Norden der ukrainischen Oblast Odessa mit etwa 3700 Einwohnern (2001).
Lypezke war bis 2017 das administrative Zentrum der gleichnamigen, 109,98 km² großen Landratsgemeinde im Osten des Rajon Podilsk, zu der noch das Dorf Kasbeky (Казбеки, bis 2016 Kujbyschewske, ⊙) mit etwa 100 Einwohnern gehörte. Seit 2017 ist das Dorf, wie alle Gemeinden im Rajon, vereint zur Landgemeinde Kujalnyk. Am 12. Juni 2020 wurde es Teil der Stadtgemeinde Podilsk.
Die Ortschaft liegt am Oberlauf des Tylihul 16 km östlich vom Rajonzentrum Podilsk und 190 km nordöstlich vom Oblastzentrum Odessa. Südlich vom Dorf verläuft die Territorialstraße T–16–12.
Das Dorf wurde erstmals 1753 schriftlich erwähnt, als das Gebiet noch unter Osmanischer Herrschaft stand. Die ersten Siedler waren größtenteils flüchtige Bauern aus Moldawien und der Walachei sowie Altgläubige aus Russland.

## Söhne und Töchter der Ortschaft
- Sergej Ursul (1952–2021), litauischer Politiker, hier geboren